# Star Fox (computerspelserie)
Star Fox is een computerspelserie bedacht door Nintendo. Door merkrechten werden de eerste twee spellen in Europa uitgebracht als Starwing en Lylat Wars.
Het eerste spel in de serie kwam uit in 1993 voor de SNES en maakte gebruik van de Super FX-chip in de spelcartridge. Hiermee konden snelle 3D-beelden worden verkregen op de spelcomputer.

## Plot
De spellen draaien om hoofdpersoon Fox McCloud en een groep antropomorfe dieren en hun avonturen in het Lylat-stelsel. Fox McCloud en zijn team, Slippy Toad, Peppy Hare, en Falco Lombardi, nemen het op tegen de kwaadaardige Andross, die het Lylat-stelsel van plan is over te nemen.

## Spellen in de serie
- Starwing (Star Fox in de VS en Japan) (1993)
- Lylat Wars (Star Fox 64 in de VS en Japan) (1997)
- Star Fox Adventures (2002)
- Star Fox Assault (2005)
- Star Fox Command (2006)
- Star Fox 64 3D (2011)
- Star Fox Zero en Star Fox Guard (2016)
- Star Fox 2 (2017)

## Ontvangst
De Star Fox-serie spellen hebben vooral positieve recensies ontvangen. Star Fox 64 werd zeer geprezen, waartegen Star Fox Zero gemengd werd ontvangen. Het tijdschrift Next Gen Magazine schreef dat Star Fox het gebruik van 3D-graphics in spellen pionierde.

## In andere spellen
Personages uit de Star Fox-serie zijn ook verschenen in de Super Smash Bros.-serie vechtspellen. Fox McCloud verscheen in alle delen, en Falco Lombardi kon vanaf Super Smash Bros. Melee worden vrijgespeeld.
In WarioWare: Smooth Moves voor de Wii is een minispel aanwezig in de stijl van Star Fox. Met de Wii Remote kan de speler de Arwing besturen door vier levels uit het spel. Aan het eind van elk level treft de speler eindbaas R.O.B. die met zijn NES Zapper de speler probeert uit te schakelen.
Fox, Falco, Peppy en Slippy verschijnen als Mystery Mushroom-kostuum in het spel Super Mario Maker.
Fox, Falco, Peppy en Slippy zitten ook in de Nintendo switch versie van Starlink: Battle for Atlas. En Fox is hierin ook een speelbare personage

## Trivia
Star Fox verscheen als strip in het blad Nintendo Power in 1993. Het aangepaste verhaal volgde grotendeels de gebeurtenissen uit de spelserie, en voegde enkele personages toe. Er zijn 11 strips verschenen in de edities 45 tot en met 55.